# Грейс (Айдахо)
Грейс (на английски: Grace) е град в окръг Карибу, щата Айдахо, САЩ. Грейс е с население от 990 жители (2000) и обща площ от 2,6 km². Намира се на 1687 m надморска височина. ЗИП кодът му е 83241, а телефонният му код е 208.